# Beat Happening (álbum)
Beat Happening es el álbum debut de la banda Beat Happening lanzado en 1985 a través del sello discográfico K Records.

## Listado de canciones
Todas las canciones escritas por Calvin Johnson, Bret Lunsford, and Heather Lewis.
1. "Foggy Eyes"
2. "Bad Seeds"
3. "I Let Him Get to Me"
4. "I Spy"
5. "Run Down the Stairs"
6. "In Love With You Thing"
7. "I Love You"
8. "Down at the Sea"
9. "Fourteen"
10. "Bad Seeds [Live]"
11. "Our Secret"
12. "What's Important"

Una reedición posterior agregó varios pistas bonus grabadas en las mismas fechas del LP original, las cuales son producto de un viaje a Tokio y lanzadas de manera independiente en Three Tea Breakfast Cassette, 1984.
1. "Run Down the Stairs"
2. "In My Memory"
3. "Honey Pot"
4. "Fall"
5. "Youth"
6. "Don't Mix the Colors"
7. "Christmas"
8. "Fourteen"
9. "Let's Kiss"

La Reedición del LP en 1996 alteró el orden de las canciones y añadió 2 canciones extra.
Side One
1. Our Secret
2. What's Important
3. Down at the Sea
4. I Love You
5. Fourteen (1983)
6. Run Down the Stairs (1983)
7. Bad Seeds (Live)
8. In My Memory
9. Honey Pot
10. The Fall
11. Youth
12. Don't Mix the Colors

Side Two
1. Foggy Eyes
2. Bad Seeds
3. I Let Him Get to Me
4. I Spy
5. Run Down the Stairs (1984)
6. Christmas
7. Fourteen (1984)
8. Let's Kiss
9. 1, 2, 3
10. In Love With You
11. Look Around